# Доброхотов Микола Миколайович
Микола Миколайович Доброхотов (14 (26) березня 1889 — 15 жовтня 1963) — український радянський науковець у галузі металургії, сталі і теплотехніки. Академік АН УРСР (з 1939 року).

## Життєпис
Народився 14 (26 березня) 1889 року в Арзамасі Нижньогородської губернії.
Після закінчення Петроградського гірничого інституту в 1914 році до 1920 року працював на різних заводах.
У 1921—1924 роках викладав у Петроградському гірничому інституті, у 1925—1931 роках — в Уральському політехнічному інституті (з 1926 року — професор), у 1935—1941 роках — у Дніпропетровському металургійному інституті.
З 1940 року працював в АН УРСР, спочатку в Інституті чорної металургії, з 1955 року — в Інституті використання газу в комунальному господарстві і промисловості АН УРСР.

Могила Миколи Доброхотова

Помер 15 жовтня 1963 року. Похований в Києві на Байковому кладовищі.

### Родина
- Брат — геолог, доктор геолого-мінералогічних наук Михайло Доброхотов (1902—1978).
- Сестра — гінеколог, заслужений лікар РРФСР Олександра Доброхотова (1894—1962).
- Дядько — політичний діяч, революціонер Михайло Владимирський (1874—1951)[1].

## Наукова діяльність
Основні праці присвячені питанням газифікації твердого палива, теорії і практики конструювання печей, технології виплавки і розливання сталі, теорії і конструювання газогенераторів, загальної теорії й конструкції мартенівських печей, поліпшення теплового режиму, термодинаміки і кінетики металургійних процесів, технології плавлення і виливання сталі.

## Праці
- (рос.)«Расчет газогенераторов и генераторного процесса», П., 1922;
- (рос.)«Современная технология выплавки стали в мартеновских печах», 2 изд., К., 1951;
- (рос.)«Применение термодинамики в металлургии», К., 1955.

## Вшанування пам'яті

меморіальна дошка

15 жовтня 1968 року в Києві на будівлі Інституту газу АН УРСР по вулиці Пархоменка, 39, була встановлена бронзова меморіальна дошка вченому (барельєфний портрет; скульптор Іван Кавалерідзе, архітектор Раїса Бикова). В 1970 році на честь Миколи Доброхотова в Ленінградському районі (нині Святошинський) Києва названо вулицю (колишню Капітанівську).
У 1997 році Національна Академія наук України заснувала Премія НАН України імені М. М. Доброхотова, яку вручає Відділення фізико-технічних проблем матеріалознавства НАН України за видатні наукові роботи в галузі металургії та матеріалознавства.